# Anders Florén
Anders Leif Henry Florén, född 12 juni 1959 i Västerås, Västmanlands län, död 1 april 2001 i Falu Kristine församling, Falun, Dalarnas län,  var en svensk professor i historia vid Uppsala universitet.
Florén disputerade 1987 på avhandlingen Disciplinering och konflikt, och blev efter det forskare och 1995 universitetslektor vid historiska institutionen vid Uppsala universitet. 1997 blev han forskningsledare och chef för Dalarnas forskningsråd, och utnämndes till professor i historia vid Uppsala universitet år 2000. 
Florén var gift med Eva-Lott Grafman, och fick två döttrar.

### Läroböcker
- Fråga det förflutna : en introduktion till den moderna historieforskningen, tillsammans med Stellan Dahlgren, (Lund 1996)